# Союз МС-27
Союз МС-27 (№ 758) — российский транспортный пилотируемый космический корабль серии «Союз МС» семейства «Союз», запуск которого к Международной космической станции состоялся 8 апреля 2025 года с помощью ракеты-носителя «Союз-2.1а» со стартовой площадки № 31 космодрома Байконур. Во время полёта на МКС были доставлены участники космической экспедиции МКС-73.
Старт посвящён 80-летию Победы СССР в Великой Отечественной войне. На ракете-носителе размещена официальная символика, посвящённая этому событию. Ракета получила название «Ракета Победы».

## Экипаж
| Космонавт            | Должность                 | № полёта        | Организация     |
| Основной экипаж      | Основной экипаж           | Основной экипаж | Основной экипаж |
| -------------------- | ------------------------- | --------------- | --------------- |
| Сергей Рыжиков       | Командир ТПК «Союз МС»    | 3               | Роскосмос       |
| Алексей Зубрицкий    | Бортинженер ТПК «Союз МС» | 1               | Роскосмос       |
| Джонатан Ким         | Бортинженер ТПК «Союз МС» | 1               | НАСА            |
| Дублирующий экипаж   |                           |                 |                 |
| Сергей Кудь-Сверчков | Командир ТПК «Союз МС»    | 2               | Роскосмос       |
| Сергей Микаев        | Бортинженер ТПК «Союз МС» | 1               | Роскосмос       |
| Кристофер Уильямс    | Бортинженер ТПК «Союз МС» | 1               | НАСА            |

### История формирования экипажа
21 августа 2024 года Межведомственная комиссия по отбору космонавтов утвердила основной и дублирующий экипаж экспедиции МКС-73 со стартом на корабле «Союз МС-27». В основной экипаж вошли космонавты Роскосмоса Сергей Рыжиков (командир), Алексей Зубрицкий и астронавт НАСА Джонатан Ким. В дублирующий экипаж были назначены космонавты Роскосмоса Сергей Кудь-Сверчков (командир), Сергей Микаев и астронавт НАСА Кристофер Уильямс.

## Подготовка корабля к запуску
8 октября на Байконур доставили блоки ракеты-носителя «Союз-2.1а», предназначенной для запуска на корабля «Союз МС-27». 4 декабря корабль был доставлен на технический комплекс космодрома Байконур для проведения штатной подготовки к запуску на Международную космическую станцию
13 января 2025 года проведена расконсервация корабля, находившегося в режиме хранения. Проведён внешний осмотр и контроль исходного состояния бортовых систем, начаты работы по подготовке корабля к запуску. 31 января провели сборку «пакета» ракеты-носителя: к центральному блоку (вторая ступень) пристыковали четыре боковых (первая ступень).
Старт посвящён 80-летию Победы СССР в Великой Отечественной войне. На ракете-носителе размещена официальная символика, посвящённая этому событию. Ракета получила название «Ракета Победы».
5 апреля 2025 года ракета-носитель «Союз-2.1а» с кораблём «Союз МС-27» была вывезена на стартовый комплекс космодрома Байконур и установлена в вертикальное положение.

## Полёт
8 апреля 2025 года в в 08:47:15 по московскому времени с 31-й площадки космодрома Байконур произведён пуск ракеты-носителя «Союз-2.1а» с пилотируемым кораблём «Союз МС-27» с экипажем 73-й длительной экспедиции на МКС — космонавтами Роскосмоса Сергеем Рыжиковым и Алексеем Зубрицким, астронавтом НАСА Джонатаном Ким. Выведение «Союза МС-27» на заданную орбиту, его отделение от третьей ступени ракеты, раскрытие антенн и панелей солнечных батарей корабля прошли в штатном режиме.
Стыковка «Союза МС-27» к узловому модулю «Причал» российского сегмента МКС планируется в 12:04 мск.

## Эмблема экипажа
Эмблема выполнена в форме круга. По нижнему краю эмблемы нанесены фамилии космонавтов и государственные флаги стран-участниц полёта: России и США, а также миниатюрные эмблемы 60-летия первого выхода человека в открытый космос и 50-летия совместного полёта космических кораблей «Союз» и «Аполлон». Вверху по контуру на фоне Георгиевской ленты нанесено название корабля и эмблема Роскосмоса. В центре эмблемы экипажа размещён источник света, освещающий лучами планету, а на одном из лучей вписана буква «Ф», как первая буква позывного экипажа «Фавор». В центре буквы — ромашка, как символ любви, семьи и верности. В нижней части изображены дома и деревья как символ домашнего очага и основ семейного благополучия. В верхней части размещены МКС и корабль «Союз» в звёздном небе.